# Galoucura
Grêmio Cultural e Recreativo Torcida Organizada Galoucura é considerada pelos seus integrantes e simpatizantes como a maior torcida organizada de Minas Gerais e a mais importante do Clube Atlético Mineiro fundada em 11 de novembro de 1984. Seus fundadores são, Raimundo José Lopes Ferreira (Mundinho), Paulo César Ribeiro (Melão), Fernando Antônio Fraga Ferreira e José Roberto Fraga Ferreira (Pitanga). Seu primeiro jogo foi Atlético e Cruzeiro no Mineirão no mesmo ano. O significado do nome da Galoucura é a loucura pelo galo. Seu lema é Humildade e Disciplina.
Em 2008, tornou-se também uma escola de samba, seguindo o modelo das escolas-torcida da cidade de São Paulo. Em 2009, desfilou no domingo de Carnaval. Foi vice-campeã do grupo de acesso em 2010.
A partir de 2011, a escola pediu licenciamento do Carnaval.